# Renee Rose
Renee Schnater (Haarlem), beter bekend onder haar artiestennaam Renee Rose, is een Nederlandse singer-songwriter.

## Biografie
Schnater deed in 2017 mee aan Idols 6, het zesde seizoen van de talentenjacht. Hier wist ze de liveshows te halen, waarin ze net  naast een finaleplaats greep. Vier jaar later waagde ze opnieuw een kans in het elfde seizoen van The Voice of Holland. Schnater haalde de battleronde waarin ze werd uitgeschakeld.
Na haar deelname aan The Voice ging Schnater verder onder de artiestennaam Renee Rose. Ze tekende een platencontract bij Cloud9Music. Ook voegde Rose zich bij de band Straatwaarde waarmee ze optrad op diverse podia in Nederland. Daarnaast was Rose als songwriter actief voor artiesten zoals Miss Montreal.
In september 2024 schreef Rose de single Meisje met een droom waarmee ze aantrad in een regionale wedstrijd van NH in Noord-Holland om deelname aan het Regio Songfestival 2024 af te dwingen. In de finale op 26 september 2024 wist Rose met de zegepalm aan de haal te gaan waardoor ze Noord-Holland mocht vertegenwoordigen op het Regio Songfestival 2024. In de voorbereiding op het liedjesfestijn kampte Rose met een zoekgeraakt pakket met haar outfit en een verkoudheid. In de finale van het Regiosongfestival in het Theater aan het Vrijthof in Maastricht wist Rose 151 punten te behalen, wat goed was voor een vierde plaats in de ranglijst.

## Discografie

### Singles
- "I Candy" (2021)
- "Sweet Meldodies" (2021)
- "Serotonide" (2024)
- "Outer Space" (2024)
- "Jij & Ik" (2024)
- "Meisje met een droom" (2024)
- "Slapeloze nachten" (2024)
- "Zoete wraak" (2025)